# Don’t Let It End
Don’t Let It End ist ein Lied von Styx aus dem Jahr 1983, das von Dennis DeYoung geschrieben wurde und auf dem Album Kilroy Was Here erschien.

## Geschichte
Der Titel ist eine Midtempo-Rock-Ballade. Im Lied trennt sich der Protagonist von seiner Freundin und wünscht sich später die Beziehung zurück. In den Vereinigten Staaten erreichte der Klassiker Platz sechs der Billboard Hot 100 und im Vereinigten Königreich Platz 56 der Charts.
Laut Dennis DeYoung sollte ursprünglich Don’t Let It End als erste Single von Kilroy Was Here veröffentlicht werden, aber ihr Plattenlabel drängte sie dazu, Mr. Roboto als erste Single zu veröffentlichen.
Bei Live-Auftritten verwendet die Gruppe bei Don’t Let It End oft einige Gitarrenriffs von Mr. Roboto, zudem gibt die Band zu Ende des Liedes Tribute an die Musiker Tommy Shaw, Elvis Presley, Chuck Berry, The Beatles und Little Richard. Bei einigen Auftritten spielt die Gruppe auch einen Medley aus Don’t Let It End und Twist and Shout.

## Musikvideo
Die Regie des Musikvideos übernahm Brian Gibson. Das Video beginnt mit Dennis DeYoung, der Kilroy spielt. Kilroy schaut auf ein Bild seiner ehemaligen Freundin (das Bild zeigt DeYoungs wirkliche Ehefrau Suzanne), danach geht Kilroy in einen anderen Raum, der zu einem Gefängnis wird, in dem sich Kilroy jetzt befindet. Als Gefangener wird Kilroy ein Mitglied der Gruppe Styx, die aus weiteren Gefangenen besteht. Im Gefängnis spielt dann die Gruppe das Stück. Am Ende des Videos befindet sich Kilroy wieder in der Anfangsszene und schaut sich noch einmal das Bild an.

## Chartplatzierungen
| ChartsChartplatzierungen       | Höchstplatzierung | Wochen |
| ------------------------------ | ----------------- | ------ |
| Deutschland (GfK)              | 70 (1 Wo.)        | 1      |
| Vereinigte Staaten (Billboard) | 6 (16 Wo.)        | 16     |
| Vereinigtes Königreich (OCC)   | 56 (3 Wo.)        | 3      |

| ChartsJahrescharts (1983)      | Platzierung |
| ------------------------------ | ----------- |
| Vereinigte Staaten (Billboard) | 60          |